# Surasena

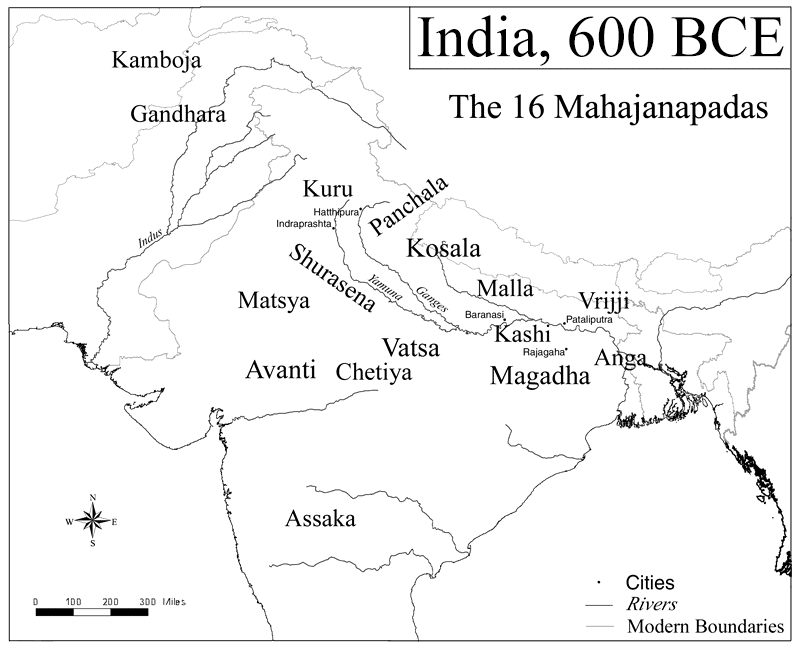
Surasena Mahajanapada

Surasena (Śūrasena) fou una antiga regió de l'Índia corresponent a la moderna regió de Braj (Harit Pradesh) a Uttar Pradesh que segons el texts budistes fou un dels 16 mahapanades (regnes poderosos) del segle vi aC. Els escriptors grecs esmenten la regió com Sourasenoi i situen la capital a Methora. que correspon a Mathura.
El nom derivaria, segons alguns, del rei yadava Surasena i altres pensen que és una extensió de Surabhir (Abhira). Segons Megastenes la població adorava al deu pastor Heràcles el que sembla que era un malentès però alguns hi veuen un origen escita de la tribu ària dels yadus.
En aquesta terra va néixer Krishna. La regió és esmentada al Mahabharata.